# Lab-on-a-chip
A lab-on-a-chip (LOC) olyan eszköz, amely egy vagy több laboratóriumi funkciót integrál egyetlen, mindössze milliméteres vagy néhány négyzetcentiméteres integrált áramkörbe (általában "chipnek" nevezik) az automatizálás és a nagy áteresztőképességű szűrés elérése érdekében. A LOC-k rendkívül kis, akár pikoliter alatti folyadékmennyiségek kezelésére is képesek. A "Lab-on-a-chip" eszközök a mikroelektromechanikus rendszerek (MEMS) eszközeinek egy alcsoportját képezik, és néha "mikro-teljes analízis rendszereknek" (µTAS) nevezik őket. A LOC-k használhatják a mikrofluidikát, azaz a parányi folyadékmennyiségek fizikáját, manipulálását és tanulmányozását. Szigorúan véve azonban a "lab-on-a-chip" általában egyetlen vagy több laboratóriumi folyamat chip-formátumra történő méretezését jelenti, míg a "µTAS" a laboratóriumi folyamatok teljes sorozatának integrálására irányul a kémiai elemzés elvégzése érdekében. A "lab-on-a-chip" kifejezést akkor vezették be, amikor kiderült, hogy a µTAS technológiák nem csak analitikai célokra alkalmazhatók.

## Történet
A mikroelektronikai chipek integrált félvezető struktúráinak megvalósítására szolgáló mikrotechnológia feltalálása (~1954) után ezeket a litográfián alapuló technológiákat hamarosan a nyomásérzékelők gyártásában is alkalmazták (1966). Az általában CMOS-kompatibilitás szempontjából korlátozott eljárások továbbfejlesztésének köszönhetően elérhetővé vált egy olyan eszköztár, amellyel mikrométeres vagy szubmikrométeres méretű mechanikai struktúrákat lehetett létrehozni szilícium ostyákon is: megkezdődött a mikroelektromechanikai rendszerek (MEMS) korszaka.
A nyomásérzékelők, légzsákérzékelők és egyéb mechanikusan mozgatható szerkezetek mellett folyadékkezelő eszközök is kifejlesztésre kerültek. Ilyenek például: csatornák (kapilláris csatlakozások), keverők, szelepek, szivattyúk és adagolók. Az első LOC elemző rendszer egy gázkromatográf volt, amelyet 1979-ben S.C. Terry fejlesztett ki a Stanford Egyetemen. A LOC-kutatás azonban csak az 1980-as évek végén és az 1990-es évek elején kezdett komolyan fejlődni, amikor néhány európai kutatócsoport mikroszivattyúkat, áramlásérzékelőket és az analitikai rendszerek integrált folyadékkezelésének koncepcióit fejlesztette ki. Ezek a µTAS-koncepciók megmutatták, hogy az általában laboratóriumi léptékben végzett előkezelési lépések integrálásával az egyszerű érzékelő funkcionalitása kiterjeszthető a teljes laboratóriumi analízisre, beleértve a további tisztítási és elválasztási lépéseket is.
A kutatás és a kereskedelmi érdeklődés nagy lendületet vett az 1990-es évek közepén, amikor kiderült, hogy a µTAS-technológiák érdekes eszközöket biztosítanak a genomikai alkalmazásokhoz, mint például a kapilláris elektroforézis és a DNS-mikroelemek. A kutatási támogatás nagy lendületet kapott a hadseregtől is, különösen a DARPA (Defense Advanced Research Projects Agency) részéről, a hordozható bio/kémiai harcanyagok kimutatására szolgáló rendszerek iránti érdeklődésük miatt. A hozzáadott érték nem csak az analízishez szükséges laboratóriumi folyamatok integrálására korlátozódott, hanem az egyes komponensek jellemző lehetőségeire és az egyéb, nem analízishez szükséges laboratóriumi folyamatokra való alkalmazásra is. Ezért vezették be a "lab-on-a-chip" kifejezést.
Bár a LOC-ok alkalmazása még mindig újszerű és szerény, a vállalatok és az alkalmazott kutatócsoportok növekvő érdeklődése figyelhető meg különböző területeken, például az analízis (pl. kémiai analízis, környezeti monitorozás, orvosi diagnosztika és cellomika), de a szintetikus kémia (pl. gyors szűrés és mikroreaktorok a gyógyszeriparban) területén is. A további alkalmazási fejlesztések mellett a LOC-rendszerekkel kapcsolatos kutatások várhatóan a folyadékkezelő struktúrák nanotechnológiával történő lekicsinyítésére is kiterjednek majd. A mikrométer alatti és nanoméretű csatornák, a DNS-labirintusok, az egysejtes detektálás és elemzés, valamint a nanoérzékelők megvalósíthatóvá válhatnak, lehetővé téve a biológiai fajokkal és nagy molekulákkal való kölcsönhatás új módjait. Számos könyvet írtak már, amelyek ezeknek az eszközöknek a különböző aspektusait tárgyalják, beleértve a folyadékszállítást, a rendszer tulajdonságait, az érzékelési technikákat és a bioanalitikai alkalmazásokat.

## Chip-anyagok és gyártási technológiák
A legtöbb LOC-gyártási eljárás alapja a fotolitográfia. Kezdetben a legtöbb eljárás szilíciumban zajlott, mivel ezek a jól fejlett technológiák közvetlenül a félvezetőgyártásból származtak. A különleges optikai jellemzők, a biológiai vagy kémiai kompatibilitás, az alacsonyabb gyártási költségek és a gyorsabb prototípusgyártás iránti igények miatt új eljárásokat fejlesztettek ki, például üveg, kerámia és fémek maratását, lerakását és kötését, polidimetil-sziloxán (PDMS) feldolgozását (pl. lágy litográfia), a nem sztöchiometrikus tiol-ének polimerek (OSTEmer) feldolgozását, vastagfilm- és sztereolitográfián alapuló 3D nyomtatást, valamint gyors sokszorosítási módszereket galvanizálással, fröccsöntéssel és domborítással. Az olcsó és egyszerű LOC prototípusok készítése iránti igény vezetett a PDMS mikrofluidikai eszközök gyártásának egyszerű módszertanához: ESCARGOT (Embedded SCAffold RemovinG Open Technology). Ez a technika lehetővé teszi mikrofluidikai csatornák létrehozását egyetlen PDMS-blokkban, egy (pl. 3D nyomtatással előállított) oldható állványzat segítségével. Továbbá a LOC terület egyre inkább túllépi a litográfián alapuló mikrorendszer-technológia, a nanotechnológia és a precíziós mérnöki munka közötti határokat.

## Előnyök
A LOC-ok olyan előnyöket biztosíthatnak, amelyek az alkalmazásukra jellemzőek. Tipikus előnyök a következők:
- alacsony folyadékmennyiség-fogyasztás (kevesebb hulladék, alacsonyabb reagensköltségek és kevesebb szükséges mintamennyiség a diagnosztikához).
- gyorsabb analízis és válaszidő a rövid diffúziós távolságok, a gyors felmelegedés, a nagy felület-térfogat arány, a kis hőkapacitás miatt.
- jobb folyamatszabályozás a rendszer gyorsabb reagálása miatt (pl. exoterm kémiai reakciók termikus szabályozása).
- a rendszerek kompaktsága a sok funkcionalitás és a kis térfogatok integrálása miatt.
- masszív párhuzamosítás a tömörség miatt, ami lehetővé teszi a nagy áteresztőképességű elemzést
- alacsonyabb gyártási költségek, ami lehetővé teszi a tömeggyártásban előállított, költséghatékony, eldobható chipek előállítását.
- az alkatrészek minősége automatikusan ellenőrizhető
- biztonságosabb platform kémiai, radioaktív vagy biológiai vizsgálatokhoz a funkcionalitás integrálása, a kisebb folyadéktérfogat és a tárolt energiák miatt

## Hátrányok
A labs-on-chipek legjelentősebb hátrányai a következők:
- A gyártásukhoz szükséges mikrogyártási folyamat összetett és munkaigényes, drága berendezéseket és szakképzett személyzetet egyaránt igényel. Ezt a közelmúltban az olcsó 3D nyomtatás és a lézergravírozás terén elért technológiai fejlődéssel lehet kiküszöbölni.
- Az összetett fluidikus működtető hálózat több szivattyút és csatlakozót igényel, ahol a finom vezérlés nehézkes. Ez leküzdhető gondos szimulációval, egy belső szivattyúval, mint például a légzsákba ágyazott chip, vagy egy centrifugális erő alkalmazásával :a szivattyúzás helyettesítésére, azaz centrifugális mikrofluidikus biochip.
- A legtöbb LOC újszerű koncepcióbizonyító alkalmazás, amely még nem teljesen kidolgozott a széles körű használatra. A gyakorlati alkalmazás előtt további validálásokra van szükség.
- A LOC-ok által kezelt mikroliteres skálán a felületfüggő hatások, mint a kapilláris erők, a felületi érdesség vagy a kémiai kölcsönhatások dominánsabbak. Ez esetenként a laboratóriumi folyamatok LOC-okban történő megismétlését nagy kihívássá és bonyolultabbá teheti, mint a hagyományos laboratóriumi berendezésekben.
- A detektálási elvek nem mindig méreteznek pozitív módon, ami alacsony jel-zaj arányhoz vezet.

## Globális egészségügy
A lab-on-a-chip technológia hamarosan fontos részévé válhat a globális egészségügy javítására irányuló erőfeszítéseknek, különösen a point-of-care vizsgálati eszközök fejlesztése révén. A kevés egészségügyi erőforrással rendelkező országokban a fejlett országokban kezelhető fertőző betegségek gyakran halálosak. Bizonyos esetekben a szegény egészségügyi klinikák rendelkeznek egy bizonyos betegség kezelésére alkalmas gyógyszerekkel, de nincsenek meg a diagnosztikai eszközök, amelyekkel azonosítani lehetne azokat a betegeket, akiknek a gyógyszereket meg kellene kapniuk. Sok kutató úgy véli, hogy a LOC technológia lehet a kulcsa a nagy teljesítményű új diagnosztikai eszközöknek. A kutatók célja olyan mikrofluidikai chipek létrehozása, amelyek lehetővé teszik a rosszul felszerelt klinikákon dolgozó egészségügyi szolgáltatók számára, hogy laboratóriumi támogatás nélkül végezzenek diagnosztikai vizsgálatokat, például mikrobiológiai tenyésztési próbákat, immunpróbákat és nukleinsavpróbákat.

### Globális kihívások
Ahhoz, hogy a chipeket korlátozott erőforrásokkal rendelkező területeken is használni lehessen, számos kihívást kell leküzdeni. A fejlett országokban a diagnosztikai eszközök esetében a leggyakrabban értékelt tulajdonságok közé tartozik a gyorsaság, az érzékenység és a specifikusság; de azokban az országokban, ahol az egészségügyi infrastruktúra kevésbé fejlett, olyan tulajdonságokat is figyelembe kell venni, mint a könnyű használat és az eltarthatóság. A chiphez mellékelt reagenseket például úgy kell megtervezni, hogy azok még akkor is hónapokig hatékonyak maradjanak, ha a chipet nem légkondicionált környezetben tartják. A chipek tervezőinek a költséget, a méretezhetőséget és az újrahasznosíthatóságot is szem előtt kell tartaniuk, amikor kiválasztják, hogy milyen anyagokat és gyártási technikákat használjanak.

### Példák a globális LOC alkalmazására
Az egyik legjelentősebb és legismertebb LOC-eszköz, amely a piacra került, az otthoni terhességi tesztkészlet, amely papír alapú mikrofluidikai technológiát alkalmaz. A LOC-kutatás másik aktív területe a baktériumok (pl. bakteriuria) vagy vírusok (pl. influenza) által okozott gyakori fertőző betegségek diagnosztizálásának és kezelésének módjait foglalja magában. A bakteriuria (húgyúti fertőzések) diagnosztizálásának arany standardja a mikrobiológiai tenyésztés. Egy nemrégiben készült, a lab-on-a-chip technológián alapuló tanulmány, a Digital Dipstick, miniatürizálta a mikrobiológiai tenyésztést mérőpálcika formátumúvá, és lehetővé tette, hogy azt az ellátás helyén használják. Ami a vírusfertőzéseket illeti, a HIV-fertőzések jó példát jelentenek. A világon ma körülbelül 36,9 millió HIV-fertőzött él, és ezen emberek 59%-a részesül retrovírusellenes kezelésben. A HIV-fertőzötteknek csak 75%-a ismerte HIV-státuszát. A CD4+ T-limfociták számának mérése egy személy vérében pontos módja annak megállapítására, hogy egy személy HIV-fertőzött-e, és a HIV-fertőzés előrehaladásának nyomon követésére. Jelenleg az áramlási citometria a CD4-szám meghatározásának arany standardja, de az áramlási citometria bonyolult technika, amely a legtöbb fejlődő térségben nem áll rendelkezésre, mivel képzett technikusokat és drága felszerelést igényel. Nemrégiben fejlesztettek ki egy ilyen citométert mindössze 5 dollárért. A LOC-kutatás másik aktív területe a kontrollált elválasztás és keverés. Az ilyen eszközökkel gyorsan diagnosztizálhatók és potenciálisan kezelhetők a betegségek. Mint fentebb említettük, ezek fejlesztését nagyban motiválja, hogy potenciálisan nagyon alacsony költséggel gyárthatók. A kutatás egy további területe, amelyet a LOC kapcsán vizsgálnak, az otthoni biztonsággal kapcsolatos. Az illékony szerves vegyületek (VOC) automatizált ellenőrzése a LOC egyik kívánt funkciója. Ha ez az alkalmazás megbízhatóvá válik, ezeket a mikroeszközöket globális szinten lehetne telepíteni, és értesíteni a háztulajdonosokat a potenciálisan veszélyes vegyületekről.

## Növénytudományok
A Lab-on-a-chip eszközök felhasználhatók az Arabidopsis thaliana pollencsövek irányításának jellemzésére. Konkrétabban, a "növény egy chipen" egy olyan miniatürizált eszköz, amelyben pollenszöveteket és petesejteket lehetne inkubálni a növénytudományi vizsgálatokhoz.

## Fordítás
Ez a szócikk részben vagy egészben  a   Lab-on-a-chip című angol Wikipédia-szócikk ezen változatának fordításán alapul.  Az eredeti cikk szerkesztőit annak laptörténete sorolja fel. Ez a jelzés csupán a megfogalmazás eredetét és a szerzői jogokat jelzi, nem szolgál a cikkben szereplő információk forrásmegjelöléseként.